# Frasier (serie de televisión de 2023)
Frasier es una comedia de situación de televisión estadounidense que se estrenó el 12 de octubre de 2023 en Paramount+. Es una continuación de la comedia de situación Frasier (1993-2004) centrado en el personaje Frasier Crane, interpretado por Kelsey Grammer. El 22 de febrero de 2024 la serie fue renovada para una segunda temporada, que se estrenó el 19 de septiembre de 2024. En enero de 2025, la serie fue cancelada tras dos temporadas.

## Premisa
Poco después de la muerte de su padre Martin y el fin de su relación de casi 20 años con Charlotte, el Dr. Frasier Crane regresa a Boston. Con la esperanza de tener una mejor relación con su hijo, Frederick, ahora bombero, Frasier acepta una cátedra en la Universidad de Harvard y se muda al edificio de apartamentos de Freddy. Con la ayuda de su familia y sus nuevos compañeros, Frasier está a punto de embarcarse en su "tercer acto".

## Elenco

### Principal
- Kelsey Grammer como Frasier Crane, quien regresa a Boston para volver a conectarse con su hijo. Tras el último episodio de la serie anterior, Frasier ahora es rico tras un largo y exitoso período como presentador de un programa de entrevistas en Chicago y recientemente soltero. También es psiquiatra jubilado, autor de publicaciones y consigue empleo como profesor de psicología en Harvard.[5]
- Jack Cutmore-Scott como Frederick "Freddy" Crane, hijo de Frasier y bombero de Boston. Aunque fue brevemente a Harvard, decidió abandonar sus estudios, lo que tensó su relación con Frasier.[6] Fue interpretado por Trevor Einhorn en la serie original.
- Toks Olagundoye como la profesora Olivia Finch, presidenta del departamento de psicología de la Universidad de Harvard. En el primer episodio, estaba desesperada por que Frasier se uniera a la facultad de Harvard debido a la atención que atraería su fama. Ella también parece estar enamorada de Freddy.[7]
- Jess Salgueiro como Eve, amiga de Freddy, madre soltera y novia de uno de los compañeros bomberos de Freddy, que murió en el cumplimiento del deber.[8]
- Anders Keith como David Crane, sobrino de Frasier y primo de Freddy que nació en el final de la serie Frasier y es hijo de Niles y Daphne. Asiste a la Universidad de Harvard.[8][9]
- Nicholas Lyndhurst como el profesor Alan Cornwall, amigo de Frasier de la Universidad de Oxford y ahora profesor de psicología en Harvard. No parece tener ningún afecto por sus alumnos. Tiene una actitud arrogante hacia su trabajo y rasgos alcohólicos. En un episodio se establece que tiene 4 hijos.[10]

### Recurrente
- Bebe Neuwirth como Lilith Sternin, exesposa de Frasier y madre de Freddy.[11]
- Peri Gilpin como Roz Doyle, amiga íntima y excompañera de trabajo de Frasier.[12]
- Jimmy Dunn como Moose, uno de los compañeros bomberos y compañero de trabajo de Freddy.[13][14]
- Renee Pezzotta como Smokey, uno de los compañeros bomberos y compañero de trabajo de Freddy.[13] [14]
- Kevin Daniels como Tiny, uno de los compañeros bomberos y compañero de trabajo de Freddy.[13] [14]

### Invitado
- June Diane Raphael como June, una amiga soltera de Eve que ha estado saliendo con uno de los hombres Crane, aunque no está claro cuál [15]

## Episodios
| Temporada | Temporada | Episodios | Episodios | Emisión original         | Emisión original        |
| Temporada | Temporada | Episodios | Episodios | Primera emisión          | Última emisión          |
| --------- | --------- | --------- | --------- | ------------------------ | ----------------------- |
|           | 1         | 10        | 10        | 12 de octubre de 2023    | 7 de diciembre de 2023  |
|           | 2         | 10        | 10        | 19 de septiembre de 2024 | 14 de noviembre de 2024 |

### Primera temporada (2023)
| N.º en serie | N.º en temp. | Título                  | Dirigido por    | Escrito por                             | Fecha de emisión original |
| ------------ | ------------ | ----------------------- | --------------- | --------------------------------------- | ------------------------- |
| 1            | 1            | «The Good Father»       | James Burrows   | Joe Cristalli y Chris Harris            | 12 de octubre de 2023     |
| 2            | 2            | «Moving In»             | James Burrows   | Stephen Lloyd                           | 12 de octubre de 2023     |
| 3            | 3            | «First Class»           | Kelly Park      | Lauren Houseman                         | 19 de octubre de 2023     |
| 4            | 4            | «Trivial Pursuits»      | Kelsey Grammer  | Bob Daily                               | 26 de octubre de 2023     |
| 5            | 5            | «The Founders' Society» | Phill Lewis     | Farhan Arshad                           | 2 de noviembre de 2023    |
| 6            | 6            | «Blind Date»            | Kelly Park      | Joe Cristalli                           | 9 de noviembre de 2023    |
| 7            | 7            | «Freddy's Birthday»     | Kelsey Grammer  | Sasha Stroman                           | 16 de noviembre de 2023   |
| 8            | 8            | «The B Story»           | Kelsey Grammer  | Miles Woods                             | 23 de noviembre de 2023   |
| 9            | 9            | «The Fix Is In»         | Victor Gonzalez | Robb Chavis                             | 30 de noviembre de 2023   |
| 10           | 10           | «Reindeer Games»        | Kelsey Grammer  | Janene Lin, Jenna Martin y Naima Pearce | 7 de diciembre de 2023    |

### Segunda temporada (2024)
| N.º en serie | N.º en temp. | Título                                    | Dirigido por   | Escrito por                                                                               | Fecha de emisión original |
| ------------ | ------------ | ----------------------------------------- | -------------- | ----------------------------------------------------------------------------------------- | ------------------------- |
| 11           | 1            | «Ham»                                     | James Burrows  | Joe Cristalli y Chris Harris                                                              | 19 de septiembre de 2024  |
| 12           | 2            | «Cyrano, Cyrano»                          | James Burrows  | Joe Cristalli y Chris Harris                                                              | 19 de septiembre de 2024  |
| 13           | 3            | «All About Eve»                           | Kelsey Grammer | Miles Woods                                                                               | 26 de septiembre de 2024  |
| 14           | 4            | «The Dedication»                          | James Burrows  | Matt Kuhn                                                                                 | 3 de octubre de 2024      |
| 15           | 5            | «The Squash Courtship of Freddy's Father» | Jude Weng      | Sasha Stroman                                                                             | 10 de octubre de 2024     |
| 16           | 6            | «Cape Cod»                                | Kelly Park     | Joe Cristalli y Chris Harris                                                              | 17 de octubre de 2024     |
| 17           | 7            | «My Brilliant Sister»                     | Kelly Park     | Max Maduka                                                                                | 24 de octubre de 2024     |
| 18           | 8            | «Thank You, Dr. Crane»                    | Kelsey Grammer | Stephen Lloyd                                                                             | 31 de octubre de 2024     |
| 19           | 9            | «Murder Most Finch»                       | Sheldon Epps   | Guion de: Eliot Fish y Allison Gilbert Historia de: Allison Gilbert y Katharine Konietzko | 7 de noviembre de 2024    |
| 20           | 10           | «Father Christmas»                        | Kelsey Grammer | Bob Daily                                                                                 | 14 de noviembre de 2024   |

## Producción

### Antecedentes
Las conversaciones sobre un resurgimiento comenzaron en 2016, pero Grammer las negó inicialmente, aunque resurgieron a mediados o finales de 2018, y Grammer confirmó que se estaba investigando. En febrero y marzo de 2019, dijo en varias entrevistas que era probable un reinicio. Indicó que una nueva serie rendiría homenaje a John Mahoney, quien interpretó a Martin, el padre de Frasier en el Frasier original y falleció en 2018.
A finales de 2019, Grammer dijo "hemos ideado el plan" para un reinicio de Frasier y originalmente se informó que saldría al aire en 2020. En febrero de 2021, se informó que se estaba discutiendo la reactivación en Paramount+,posiblemente para un pedido de temporada de 10 episodios para 2022.

### Anuncio
El 24 de febrero de 2021, se dio luz verde al resurgimiento para un debut exclusivo en Paramount+. Grammer dijo que esperaba "alegremente" "compartir el próximo capítulo en el viaje continuo del Dr. Frasier Crane", ya que había "pasado más de 20 años" de su "vida creativa en Paramount".Paramount+ le dio oficialmente al resurgimiento un pedido de temporada de 10 episodios en octubre de 2022.

### Casting
El director de casting Jeff Greenberg regresó. David Hyde Pierce tuvo múltiples conversaciones con los productores sobre retomar su papel como el hermano de Frasier, Niles, pero más tarde se informó que había rechazado (ya que Pierce no creía que Niles tuviera mucho que hacer en el resurgimiento) y que Los otros actores de la serie original tampoco regresarían o era poco probable que regresaran. Jane Leeves, quien interpretó a la fisioterapeuta de Martin y el interés amoroso de Niles (más tarde esposa), Daphne Moon, y Peri Gilpin, quien interpretó a la productora y amiga cercana de Frasier, Roz Doyle, habían discutido previamente la posibilidad de un resurgimiento.
En enero de 2023, Jack Cutmore-Scott se unió al elenco como Freddy Crane. También se informó que el actor inglés Nicholas Lyndhurst se uniría al elenco. Más tarde ese mes, Anders Keith fue elegido como el hijo de Niles y Daphne, David, mientras que Jess Salgueiro fue elegido como la compañera de cuarto de Freddy, Eve. En febrero, Toks Olagundoye fue elegida como Olivia.
En marzo de 2023, se anunció que Bebe Neuwirth retomaría su papel de la exesposa de Frasier, Lilith Sternin en el revival. En abril de 2023, se anunció que Gilpin también retomaría su papel de Roz. Según se informa, ambos aparecerían en papeles invitados o recurrentes, no en el elenco principal.

### Rodaje
El 30 de enero de 2023, Greenberg compartió una imagen de una página de guion de una lectura de guion que brindaba más información sobre el programa. El primer episodio se llamaría "The Good Father" en referencia a que el episodio piloto de la serie original se llamaba "The Good Son". Fue escrito por Joe Cristalli y Chris Harris y dirigido por el veterano director de comedias James Burrows, quien dirigió episodios de la serie original y también dirigirá el episodio siguiente a "The Good Father". El primer episodio del avivamiento se filmó en febrero de 2023. Kelsey Grammer dirigió el séptimo episodio, "Freddy's Birthday", que se filmó el 4 de abril de 2023. Concluyó el rodaje de la serie el 2 de mayo de 2023; un día después de que comenzara la huelga del Writers Guild of America lo que significó que los escritores no pudieron estar en el set para la noche de rodaje.

## Lanzamiento
Frasier se estrenó el 12 de octubre de 2023 en Paramount+ y Pluto TV. Los dos primeros episodios de Frasier se emitieron el 17 de octubre de 2023 en CBS.

## Recepción
En el sitio web agregador de reseñas Rotten Tomatoes, el 60% de las reseñas de 73 críticos son positivas, con una calificación promedio de 6,1/10. El consenso del sitio web dice: "Con Kelsey Grammer de regreso a salvo en el papel para el que nació, Frasier califica como una visualización cómoda, incluso si no se puede comparar con la serie original clásica".